# Soppe-le-Bas
Soppe-le-Bas är en kommun i departementet Haut-Rhin i regionen Grand Est (tidigare regionen Alsace) i nordöstra Frankrike. Kommunen ligger i kantonen Masevaux som tillhör arrondissementet Thann. År 2022 hade Soppe-le-Bas 780 invånare.

## Befolkningsutveckling
Antalet invånare i kommunen Soppe-le-Bas
| Referens: INSEE |